# Караїмський цвинтар (Вільнюс)
Вільнюський караїмський цвинтар — кладовище караїмів в Литві за адресою: Вільнюс, вулиця Жирню, 19.
Засноване в 1904 році на землі площею 500 квадратних сажнів, що була виділена Міською управою Віленському караїмському товариству. Цвинтар знаходиться поруч з Татарським (магометанським) кладовищем. Кладовище невелике: його площа становить приблизно 70x70 метрів. Приблизно третина цієї площі, зліва від входу, займають татарські могили, а дві третини справа — караїмські. Ділянки розділені ровом до 0,5 м в глибину і понад 1 м в ширину. На татарській стороні могили з зірками та півмісяцями. Орієнтація — із заходу на схід (в сторону Мекки). На караїмській стороні орієнтація могил з півночі на південь (у бік Єрусалиму). Караїмське і Татарське кладовища розділені земляним насипом (валом).
На караїмських надгробках, споруджених до 1930-х років, всі написи зроблені івритом і польською мовою. На передньому плані — могила Фелікса Малецького. На більш пізніх пам'ятках написи російською мовою, але на деяких є також і декілька слів караїмською. Так, на надмогильних камені батька і сина Кобецького зроблено напис караїмською мовою «яхшы учмах!» — «прекрасного раю!», а на могилі Катерини Юхневич (1895-1979) є такий напис: «ярых сагынч» — «світла пам'ять».
На кладовищі похований відомий вчений-сходознавець і караїмський громадський діяч Серая Маркович Шапшал.